# Фтордезоксиглюкоза

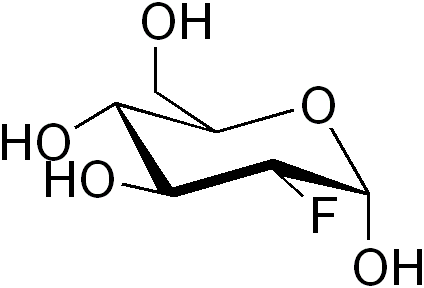

Фтордезоксиглюкоза (сокр. ФДГ) — биологический аналог глюкозы. Полное название 2-фтор-2-дезокси-D-глюкоза. При введении в препарат атома 18F названия дополняются его упоминанием, например 18F-ФДГ.
ФДГ широко используется в диагностической ядерной медицине методом позитронно-эмиссионной томографии. Для этого в молекулы ФДГ химическим способом внедряют радиоактивный изотоп фтора фтор-18. Препарат вводится пациенту. Клетки опухоли гораздо интенсивнее остальных потребляют глюкозу, это позволяет зарегистрировать при помощи ПЭТ-сканера участки накопления препарата — скопления опухолевых клеток.

## Механизм действия и особенности метаболизма

Скан тела человека после введения фтордезоксиглюкозы

ФДГ — это аналог глюкозы, активно захватывается клетками мозга, опухолевыми клетками, нефронами почек.
Отличаясь от глюкозы только замещением гидроксильной группы второго атома углерода на атом фтора, 2-фтор-[18F]-2-дезокси-D-глюкоза, введенная внутривенно, повторяет начальный участок метаболического пути глюкозы, проникая из сосудистого русла в межклеточное пространство и затем в клетки, где фосфорилируется гексокиназой. Продукт реакции — [18F]-дезоксиглюкоза-6-фосфат, в отличие от фосфата глюкозы, не вступает в дальнейшие реакции и остается в клетках в течение исследования, что позволяет измерить концентрацию радионуклида F-18 в ткани.
После радиоактивного распада фтор-18 преобразуется в O-18, и после захвата молекулы водорода из гидроксоний-иона в водной среде, молекула становится «безвредной» глюкозой-6-фосфатом и несёт на себе в гидроксильной группе «тяжелый» нерадиоактивный атом кислорода-18 в составе гидроксильной группы во 2 положении. Наличие 2-гидроксила  свидетельствует о том, что молекула пойдёт по тому же пути, что и обычная глюкоза, и будет успешно выведена из организма.
Хотя в теории вся попавшая в организм ФДГ метаболизируется по истечении периода полураспада ~110 минут (как и радиоактивный фтор-18), клинические исследования показывают неоднозначность превращений ФДГ. 75 % процентов вещества задерживается в тканях и по истечении 110 минут выводится из организма. Другие 20 % выводятся почками уже через 2 часа после введения, имея нехарактерно короткий период полураспада 16 минут (это количество препарата окрашивает мочевыводящую систему на нормальных ПЭТ-снимках.) Таким образом, мы можем наблюдать, что эти 20 % от введённого препарата выводятся почечной системой ещё полностью не распавшимися. Несколько часов после исследования, пока не произойдёт полный распад изотопа, моча пациента сохраняет радиоактивные свойства.

## Дозировка и использование
ФДГ используется в ПЭТ методике для оценки метаболизма глюкозы в сердце, лёгких и мозге. Основное его применение (90 %) — онкология, визуализация опухолей. 18F-FDG захватывается клетками опухоли, фосфорилируется гексокиназой (фермента много в быстрорастущих злокачественных клетках) и накапливается в тканях с высокой метаболической активностью — в опухолевых тканях. В результате методика позволяет найти и оценить распространение колоректального рака, рака груди, рака лёгких, меланомы, не-ходжкинской лимфомы, ходжкинской лимфомы и ряда других онкологических заболеваний. В психоневрологической практике 18F-ФДГ позволяет диагностировать в комплексе с другими методами исследования и проводить дифференциальную диагностику различных нейродегенеративных заболеваний, в том числе болезни Альцгеймера, болезни диффузных телец Леви, лобно-височной деменции, а также болезни Паркинсона, мультисистемных дегенераций (мультистемной атрофии, прогрессирующего надъядерного паралича, кортикобазальной дегенерации, хореи Гентингтона и др.), локализовать (в комплексе с данными ЭЭГ и анализом клинических симптомов заболевания) эпилептический очаг у пациентов с эпилепсией.
Вводимая доза составляет 122 МБк на 1 м² площади поверхности тела, которая определяется на основании роста и веса обследуемого, в среднем 370—400 МБк для исследования всего тела, для мозга достаточно 200 МБк.
При сканировании туловища на предмет наличия опухоли или метастазов доза препарата в растворе (как правило, это эквивалент 5—10 мКи) вводится в вену одномоментно, перед этим пациент должен не есть как минимум 6 часов и должны быть нормальные показатели сахара крови (обычно это проблема для людей, страдающих сахарным диабетом; штатный режим работы ПЭТ-центра не подразумевает получения достаточного количества изотопа для людей с уровнем сахара выше 180 мг/дл = 10 ммоль/л, такие пациенты должны обследоваться в отдельное время). Затем пациенты должны подождать примерно час, пока ФДГ распределится в тканях и органах, поглощающих глюкозу. Всё это время пациент должен находиться в покое, чтобы препарат не накапливался в мышцах (это может быть причиной нежелательных артефактов). Далее пациент помещается в ПЭТ-сканер. Это занимает от 15 минут до часа (сканирование туловища обычно занимает 15 минут).

## История
В 1970-х Тацуо Идо и Ал Вульф (Брукхейвенская национальная лаборатория) первыми описали получение 18F-ФДГ. Абас Алави из Университета Пенсильвании впервые ввёл это соединение двум добровольцам в августе 1976 года. На снимках мозга (сцинтиграфия, не ПЭТ/КТ) удалось наблюдать распределение вещества по органу.

## Особенности получения и транспортировки
Молекула глюкозы не выдерживает бомбардировки частицами в медицинском циклотроне. Потому синтез препарата начинается с получения изотопа фтор-18. Это можно сделать разными способами, но наиболее распространен способ облучения протонами изотопа 18O в ускорителях. Используется мишень с водой, обогащенной изотопом 18O. Таким образом образуется раствор из 18F ионов и воды. Небольшой период полураспада (109,8 минуты) требует быстрого получения, проверки и применения 18-ФДГ. Поэтому ускоритель, фармлаборатория и медицинский центр должны находиться рядом.
2-фтор-[18F]-2-дезокси-D-глюкоза без добавления носителя получается в результате реакции нуклеофильного замещения трифлатной группы 1,2,3,4-тетра-О-ацетил-2-трифторметилсульфонил-D-маннопиранозы в присутствие межфазного катализатора на [18F]-фторид анион с последующим щелочным или кислотным гидролизом (по выбору радиохимической лаборатории). Стерилизация готового препарата проводится с использованием стерилизующих фильтров с диаметром пор 0,22 мкм, после чего проводится контроль качества препарата. Этот каскад реакций происходит в специальной минилаборатории.
После этого меченная радиоактивным фтором ФДГ (с периодом полураспада менее 2 часов) направляется в срочном порядке в исследовательский центр для проведения исследования. Готовый препарат доставляют на транспорте с лицензией на перевозку радиоактивных веществ. В случае, если ПЭТ-сканер находится в радиусе 100 км, привлекают к помощи лёгкую авиацию.
Сегодня на территории крупных лечебных и диагностических учреждений существует практика строительства ПЭТ-центра. Он представляет собой группу специально спроектированных помещений, внутри которых расположены циклотрон, лаборатории и ПЭТ-сканер. Это позволяет «донести» радиофармпрепарат (РФП) от ускорителя до обследуемого пациента без потерь качества и точности исследования.

## В России
В России действует несколько медицинских центров, выполняющих синтез 18F и диагностику с использованием его препаратов.